# El Sol (diari)
El Sol va ser un periòdic madrileny, il·lustrat, liberal i regeneracionista, fundat l'1 de desembre de 1917 per Nicolás María de Urgoiti, director de La Papelera Española i desaparegut amb la Guerra Civil. Dues idees van presidir la fundació d'El Sol en la ment d'Urgoiti. Un interès comercial i un interès de caràcter cultural i polític, per al qual va trobar l'entusiasta col·laboració de José Ortega y Gasset, que va abandonar El Imparcial, per a convertir-se en el màxim inspirador ideològic i en el col·laborador estrella del nou periòdic.
El Sol defensava un projecte reformista, una reforma sentida com una necessitat urgent pels sectors més progressistes i dinàmics de la burgesia i els intel·lectuals, que ja havia presidit en 1915 la fundació de la revista España. El Sol mostra també comprensió i simpatia per un moviment obrer organitzat i constructiu, concretament el socialisme, al que aspira a ajudar a orientar en un sentit evolutiu i reformista. Va prestar gran atenció no només al catalanisme i al nacionalisme basc, sinó en general a la vida de províncies. Va comptar amb una informació estrangera superior al que era habitual en la premsa de l'època. Escrit per intel·lectuals d'altura, renunciant per principi a la informació sobre loteries i a la crítica taura, i passant de puntetes sobre crims i altres assumptes sagnants o escandalosos, temes preferits pel gran públic, El Sol no va ser, ni podia ser, un periòdic popular. Encara que no hi faltava entre les persones cultivades algunes a qui irritava el to del periòdic, que jutjaven pretensiós i pedant.
En l'òrbita del programa intel·lectual de José Ortega y Gasset, aquesta publicació disposava d'una excel·lent plantilla de redactors dirigida per Félix Lorenzo, Heliófilo, qui va ser substituït per Manuel Aznar Zubigaray des del 14 de setembre de 1918 fins al 28 de març de 1922. A l'abril de 1924 Ramón J. Sender va entrar a formar part de la seva plantilla. L'escriptor i periodista Corpus Barga hi va col·laborar fins a l'any 1928 i n'arribaria a ser-ne director. Les vinyetes de Lluís Bagaria van contribuir a crear una imatge de marca representativa del tàndem Urgoiti-Ortega.
Publicat en gran format de 12 pàgines, costava el doble que qualsevol periòdic de l'època i va proclamar la seva vocació crítica i independent en l'ofensiu entrefilete que va figurar en els seus primers nombres: 
| « | El sol no admet subvencions, ni bestretes reintegrables. El seu preu és de 10 cèntims perquè el paper costa més de 5, i no compta amb més ingressos que els lícits i confesables que es basa tota empresa seriosa i independent | » |

La seva independència econòmica i política no hagués estat possible, no obstant això, sense els vincles privilegiats que mantenia amb La Papelera Española, empresa matriu del poderós grup d'Urgoiti, llavors en plena expansió. El 1920 Urgoiti va editar un nou diari vespertí, La Voz, que pretenia recollir el públic popular que El Sol no podia captar. A la fi de 1931 Urigoti, per les circumstàncies del moment, es veié obligat a vendre les accions del Sol als monàrquics que dirigien La Papelera, encapçalats pel comte de Barbate i el comte de Gamazo, a causa principalment d'un article d'Ortega y Gasset titulat "El error Berenguer". A pesar d'aquest gir cap a la monarquia, a l'arribada de la República acabarà per alinear-se amb el sistema.
Des de maig de 1934, El Sol i La Voz van sofrir múltiples avatars fins a la Guerra Civil, baixant considerablement el seu prestigi i la seva difusió. Després de la Guerra Civil en els seus tallers, confiscats pels falangistes, es va començar a imprimir el diari Arriba. A la fi dels 80 el grup Anaya va editar un periòdic que recuperava la capçalera d'El sol amb la pretensió de recuperar el programa intel·lectual del periòdic original. Va ser el primer periòdic a Espanya a regalar un llibre cada dia. Va tancar després de la crisi entre els propietaris, Anaya i el grup Mondadori, al març de 1992.

## Suplements
Des de gener de 1918 publicarà suplements setmanals dedicats a diferents àrees cada dia de la setmana: 
- Diumenges: agricultura i ramaderia.
- Dilluns: pedagogia i instrucció pública.
- Dimarts: biologia i medicina.
- Dimecres: ciències socials i econòmiques.
- Dijous: història i geografia.
- Divendres: enginyeria i arquitectura.
- Dissabtes: dret i legislació.